# Well Hill
Well Hill est un village anglais du district de Sevenoaks situé dans le Kent.